# Epicosymbia
Epicosymbia is een geslacht van vlinders van de familie spanners (Geometridae), uit de onderfamilie Sterrhinae.

## Soorten
- E. albivertex Swinhoe, 1892
- E. conspersa Warren, 1900
- E. chrysoparalias (Prout, 1917)
- E. dentisignata (Walker, 1863)
- E. nitidata (Warren, 1905)
- E. perstrigulata (Prout, 1913)
- E. spectrum Prout, 1923